# تیمکن
تیمکن، (به انگلیسی: Timken Company)، شرکت تولیدی آمریکایی می‌باشد، که در سال ۱۸۹۹ در شهر جکسون، شهرستان استارک، اوهایو کشور ایالات متحده آمریکا تأسیس شده‌است.
این شرکت، در زمینه تولید انواع یاتاقان‌ها، بلبرینگها و خدمات مرتبط آنها، فعالیت می‌کند.
این شرکت در بیش از ۲۸ کشور جهان فعالیت می‌کند.